# Gavar
Gavar (arm. Գավար) je grad u Armeniji i glavni grad provincije Geharkunik. Također je bio poznat i kao Nor Gavar i Novi Bajazet do 1959., a potom kao Kamo (preimenovan u čast istoimenog boljševika) do 1996. Gavar se nalazi među visokim planinama Gehamanskog lanca, s prosječnom nadmorskom visinom od 1982m. Nalazi se 91km istočno od glavnog grada Erevana.

## Povijest
Grad se nalazi među planinama Gehamskog lanca, nekoliko kilometara udaljenog od zapadnih obala jezera Sevana. Osnovali su ga armenski useljenici iz Bajazeta (povijesno poznatog kao Daroink) iz Osmanlijskog Carstva 1830. Grad je bio poznat kao Novi Bajazit, a naselje je status grada dobilo 1850.
Međutim, područje modernog Gavara bilo je naseljeno od brončanog doba. Mnogi povijesni nadgrobni spomenici datiraju iz 2. tisućljeća pr. Kr. U središtu grada nalaze se ostatci kiklopskih zidina iz željeznog doba. Smatra se da je utvrda bila kraljevski grad araratske regije Velikuhi. Bila je okružena s više od 22 manje utvrde. Regiju Velikuhi osvojio je araratski kralj Sarudri II. Njegov sina, Rusa II. preimenovao je utvrdu u čast Haldija, jednog od tri vrhovna božanstva Ararata.
U gradu se nalaze i mnogi drugi srednjovjekovni spomenici, uključujući hačkare (spomenike križa), nadgrobne spomenike i kapelice. Moderno područje Gavara stoljećima je bilo razarano, a posljednje razaranje dogodilo se tijekom 17. stoljeća kada ga je uništio perzijski šah Abas I.
Gavar, zajedno s drugim regijama Istočne Armenije, postao je dijelom Sovjetskog Saveza 1920. Status urbanog naselja dobio je 1950., a godinama se postepeno razvijao. Nekada je imao 36 400 stanovnika.
Nakon neovisnosti Armenije 1991., pučanstvo grada se smanjilo na 23 302, koliko ih je bilo popisano 2001. Veliki dio infrastrukture iz sovjetskog razdoblja je zastario, a industrijski kapacitet grada se smanjio. No, mjesno gospodarstvo se poboljšava malom brzinom pošto se neki poduzetnici vraćaju iz inozemstva s nadom u veće prilike za investicije. Među značajne mjesne proizvođače spadaju elektronička i strojarska postrojenja, kao i tvornica tekstila.

## Obrazovanje
Obrazovanje je nastavilo biti jedna od glavnih vrijednosti društva u Gavaru. Postotak pismenih od 99% bio je objavljen još 1960. Danas u Gavaru postoji devet javnih škola, šest vrtića, četiri specijalizirane tehničke srednje škole, jednu športsku, dvije glazbene i umjetničke škole, jednu školu za djecu s posebnim potrebama te jedno sveučilište.
Gavarsko državno sveučilište osnovano je 1993., nakon armenske neovisnosti. Sa svojih pet fakulteta, Sveučilište je značajno obrazovno središte za čitavu provinciju Geharkunik. Sveučilište dijeli diplome u oblasti filologije, prirodnih znanosti, društvenih znanosti, ekonomije i obrazovanja. Sada ima više od 2400 studenata.
Gavarska specijalna škola je jedina škola za mentalno i fizički hendikepiranu djecu u regiji. Trenutno se nastoji poboljšati i razviti uz pomoć partnera i sponzora, s ciljem da postane vodeća institucija među specijalnim školama u Armeniji.
Gavar ima službeni portal, kojeg rabe mnogi građani izvan grada. Ime portala je Kjavar, jer mještani naziv grada izgovaraju s "kj" umjesto "g" na početku imena.

## Religija
Pučanstvo Gavara uglavnom su kršćani, pripadnici Armenske apostolske Crkve.
- Crkva Svete Majke Božje sagrađena je 1905. u središtu grada zalaganjem tadašnjeg biskupa Horena I. i uz pomoć mještana. Do kasnih 1990-ih smatrana je najvišom crkvom u Armeniji.
- Samostan Hajravank iz 9. stoljeća nalazi se 7km sjeverno od Gavara na obalama jezera Sevana.
- Arheološka nalazišta na groblju u Noratusu, 4km sjeverno od Gavara sadrže veliki broj impresivnih srednjovjekovnih hačkara, spomenika križa.

## Kuhinja
Gavarska kuhinja usko je povezana s orijentalnih kulinarskim elementima, a karakteriziraju je razne kombinacije začina, povrća, ribe i voća.
Kjavari kjufa (Gavarska ćufta) je najpopularnije jelo u gradu. Pravi se od mljevenog mesa začinjenog lukom i umotanog u role prije kuhanja u vodi. Poslužuje se u šnitama, a maže se maslacem. Pučanstvo u Gavaru kruh jede gotovo uz sve, a dva tradicionalna kruha u Gavaru su lavaš i matnakaš.
Kjavarska baklava je tjestenina s mnogo slojeva s vrlo tankim pokrivačima lisnatog tijesta, popunjena orašastim voćem i šećerom, a završava se polijevanjem vrućeg meda.

## Značajni ljudi
U Gavaru su se rodili i odrasli neki poznati ljudi:
- Frunze Dovlatjan (1927. – 1997.), redatelj, glumac i scenarist;
- Hranuš Hakobjan (1954.), političar i trenutni armenski ministar iseljeništva;
- Hovhannes Goharjan (1988.), nogometaš i bivši član Armenske nogometne reprezentacije.